# 한국종교학회
한국종교학회(Korea Association for Religious Studies)는 1970년에 설립되어 회원들의 종교학 관련 연구 성과를 선별적으로 집약하고, 회원들의 공동 연구 작업을 통해 종교학 연구의 발전을 모색하고있다. 학회는 설립 이래 매년 정기 및 특별 학술대회를 개최하고 있으며 현재 한국연구재단 등재지인 학술지 『종교연구』를 출판한다.
| 회장     | 윤원철(서울대) |
| 부회장   | 황순일(동국대), 신재식(호남신대) |
| 상임이사 | 유요한(총무, 서울대), 박규태(섭외, 한양대), 이연승(기획, 서울대) 신광철(분과, 한신대), 성해영(연구, 서울대), 박범석(편집, 서울디지털대) |
| 감사     | 이길용(서울신대), 박광수(원광대) |